# Pierrot Narcisse Nzié
 (mars 2024).
Pierrot Narcisse Nzié est un juge militaire camerounais. En décembre 2023, il est chargé de l'affaire Martinez Zogo.

## Biographie

### Carrière
Pierrot Narcisse Nzié remplace le juge Florent Sikati II Kamwo dans l'affaire de l'assassinat de Martinez Zogo comme juge d'instruction,. Il est chef de bataillon et représente le ministère public dans des affaires militaires. Il est commissaire du gouvernement,.
Il est vice-président du tribunal militaire de Bertoua par décret de mars 2019,. En 2021, il est président du tribunal militaire de Garoua,. Il est le juge de l'affaire du journaliste Ahmed Abba,.